# Eats Music!!!
 (novembre 2010).
Si vous disposez d'ouvrages ou d'articles de référence ou si vous connaissez des sites web de qualité traitant du thème abordé ici, merci de compléter l'article en donnant les références utiles à sa vérifiabilité et en les liant à la section « Notes et références ».
Albums de Dionysos
Old School Recordings
Eats Music!!! est la deuxième compilation du groupe de rock français Dionysos après Old School Recordings, sortie le 12 octobre 2009 sous le label Disques Barclay durant la tournée acoustique du groupe. Ce double-album recueille divers morceaux jusqu'alors non édités ou rares. Cet album fête les 15 ans du groupe, formé en 1993.
La pochette a été réalisée par Daniel Johnston, dessinateur et musicien américain.
L’intérieur de la boîte présente un poster de fans « dévorant leurs instruments de musiques » ; Dionysos avait pour cela demandé à ses fans de se prendre en photo et de les envoyer au groupe pour former une mosaïque. Le livret n’offre pas les paroles comme à l’habitude des disques du groupe, mais il raconte des anecdotes liées aux chansons.
L’album est composé de deux disques, pour un total de 45 chansons.

## Titres de l'album
| 1.  | Wet (extrait de l'édition allemande de Haïku / 1999)                                          |  |
| 2.  | Ciel en sauce (version acoustique / 2009)                                                     |  |
| 3.  | Tokyo Montana (version acoustique / 2009)                                                     |  |
| 4.  | The Return of the Frog (feat. Uncommonmenfrommars / 2008)                                     |  |
| 5.  | Red Rain (inédit / 2008)                                                                      |  |
| 6.  | Vélopédie (inédit de Haïku / 1999)                                                            |  |
| 7.  | Art Love Stamps (inédit de Haïku / 1999)                                                      |  |
| 8.  | Don Diego 2000 (acoustique chez Ouï FM / 2005)                                                |  |
| 9.  | Open Cloud (inédit de Haïku / 1999)                                                           |  |
| 10. | Window Day (inédit de Haïku / 1999)                                                           |  |
| 11. | Coccinelle (Zénith Paris / 2008)                                                              |  |
| 12. | Song for Jedi (Zénith Paris / 2008)                                                           |  |
| 13. | L'Homme sans trucage (Zénith Paris / 2008)                                                    |  |
| 14. | La Métamorphose de mister chat (Zénith Paris / 2008)                                          |  |
| 15. | Miss Acacia (version radio / 2006)                                                            |  |
| 16. | Old Child (démo / 2004)                                                                       |  |
| 17. | Le Retour de Bloody Betty (Miky Biky Remix / 2009)                                            |  |
| 18. | La Cane de Jeanne (reprise de Georges Brassens / 2006)                                        |  |
| 19. | Thank You Satan (reprise de Léo Ferré parue sur Avec Léo / 2003)                              |  |
| 20. | Tais-toi mon cœur (version radio, en duo avec Olivia Ruiz / 2008)                             |  |
| 21. | Neige (avec la Synfonietta de Belfort / 2006)                                                 |  |
| 22. | Des scolioses de partout dans le corps... Et dans le cœur (lecture de Mathias Malzieu / 2009) |  |

| 1.  | Rid of Me (reprise de PJ Harvey, live à Paris / 2003)            |  |
| 2.  | La Sorcière du désert (inédit démo / 2009)                       |  |
| 3.  | I Belch Your Kiss in the Wind (inédit 4 pistes / 1996)           |  |
| 4.  | No Friends No More (inédit 4 pistes / 1996)                      |  |
| 5.  | Ferry Boat Shoes (inédit 4 pistes / 1996)                        |  |
| 6.  | Tatoo Love (inédit 4 pistes / 1996)                              |  |
| 7.  | No Tongue Doll (inédit 4 pistes / 1996)                          |  |
| 8.  | The Moon is My Favorite Fireworks (inédit 4 pistes / 1996)       |  |
| 9.  | La Plus Heureuse des mamans du monde (inédit démo / 2009)        |  |
| 10. | Monsters in Love (démo 2004)                                     |  |
| 11. | No Sense Words Harmony (première K7 / 1996)                      |  |
| 12. | Maintenant qu'il fait tout le temps nuit sur toi (inédit / 2004) |  |
| 13. | Pepper Beard (inédit / 1996)                                     |  |
| 14. | Longboard Train (démo / 2001)                                    |  |
| 15. | Manga Girlfriend (inédit / 2002)                                 |  |
| 16. | Lips Story in a Chocolate River (démo / 2004)                    |  |
| 17. | Neige (version mellotron / 2004)                                 |  |
| 18. | Rock Addict (inédit 4 pistes / 1996)                             |  |
| 19. | Aïe (inédit / 1996)                                              |  |
| 20. | Song for Jedi (démo Western / 2001)                              |  |
| 21. | Anorak (démo / 2001)                                             |  |
| 22. | Extatic Troll (première K7 / 1996)                               |  |
| 23. | Wet (première K7 / 1996)                                         |  |